# Pleospora betae
Pleospora betae är en svampart som först beskrevs av Augusto Napoleone Berlese, och fick sitt nu gällande namn av Nevod. 1915. Pleospora betae ingår i släktet Pleospora,  och familjen Pleosporaceae.  Arten är reproducerande i Sverige. Inga underarter finns listade.
Pleospora betae orsakar bland annat rotbrand hos groddplantor och hjärtröta hos vuxna individer av betor.